# Walther Munzinger
Walther Munzinger (* 12. September 1830 in Olten, Schweiz; † 28. April 1873 in Bern) war Rechtsprofessor und Kirchenpolitiker. Als Jurist war er einer der geistigen Väter des schweizerischen Handels- und Obligationenrechts, als Kirchenpolitiker Führer der katholischen Reformbewegung und einer der Gründer der christkatholischen Kirche.

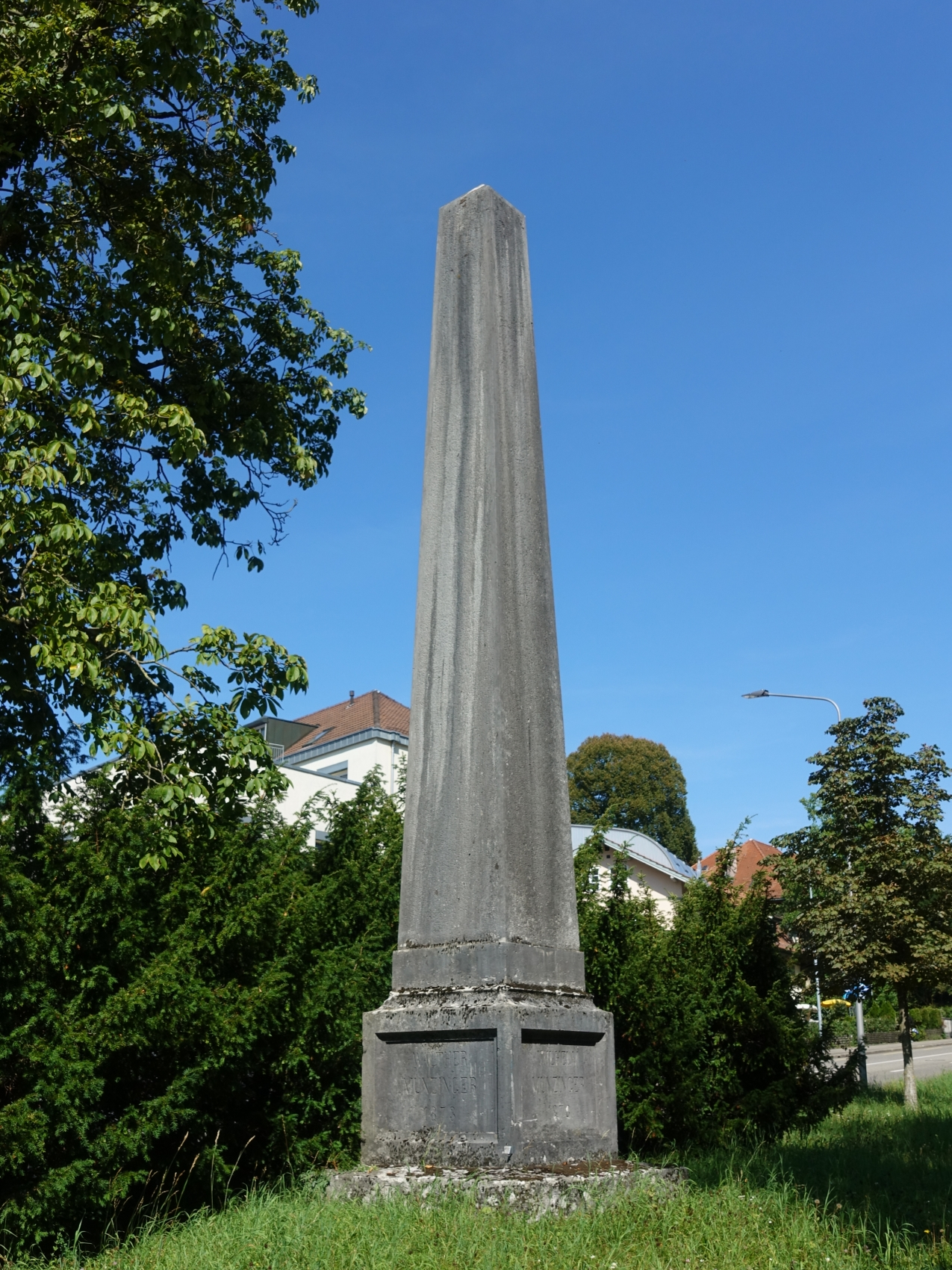
Munzinger-Denkmal an der Werkhofstrasse neben dem Konzertsaal Solothurn.

## Leben

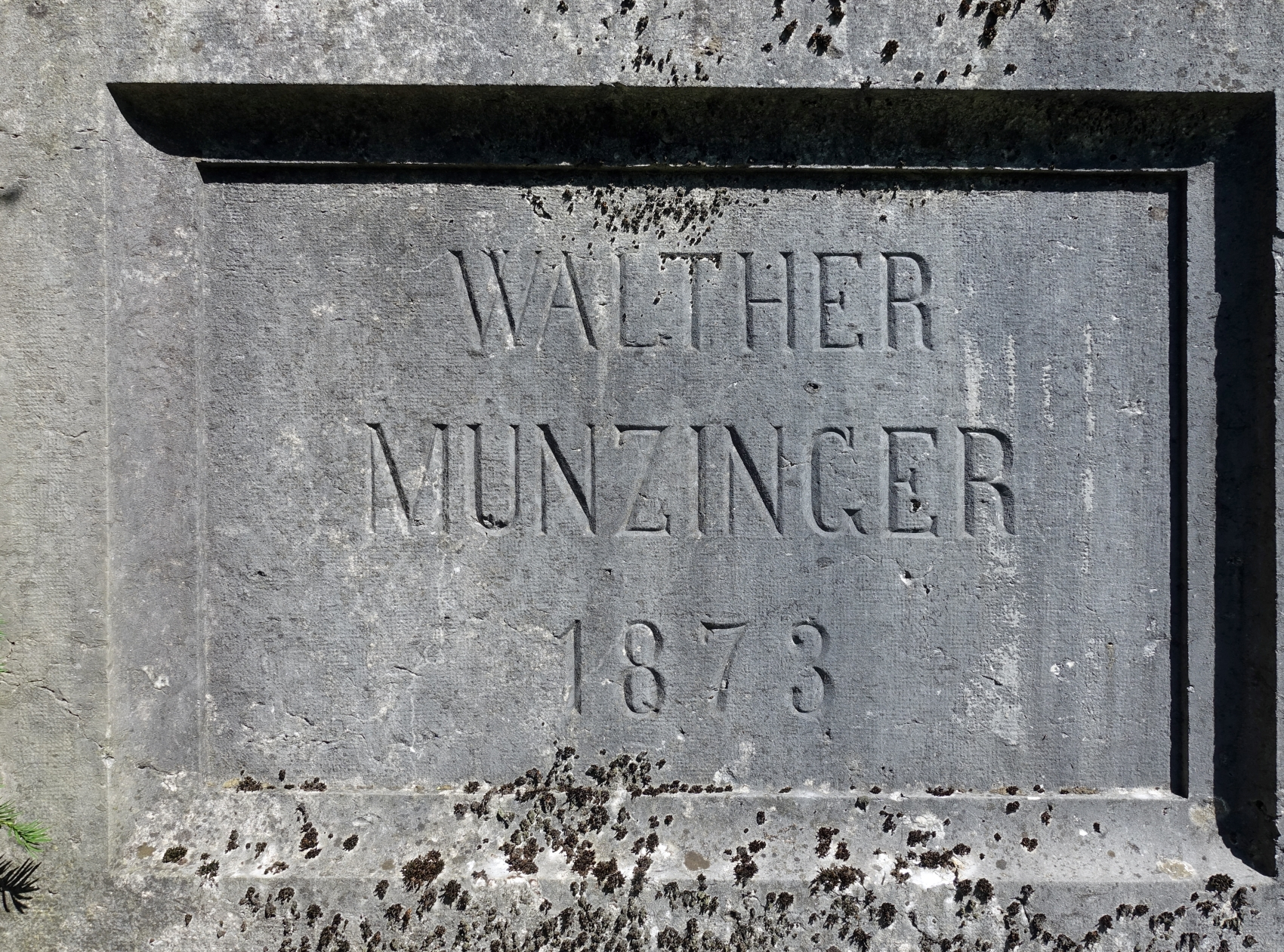
Munzinger-Denkmal an der Werkhofstrasse neben dem Konzertsaal Solothurn.

Sein Vater Josef Munzinger, ein engagierter Kämpfer für Demokratie und Liberalismus, war bei seiner Geburt Mitglied des Solothurner Parlaments und bald darauf Landammann von Solothurn. 1848 gehörte er zum ersten Siebnerkollegium des Schweizer Bundesrats. Unter dem Einfluss des Vaters beteiligte sich Walther 1847 bereits mit 17 Jahren auf der Seite des Freisinns im Sonderbundskrieg gegen die katholisch-konservativen Kantone. Sein jüngerer Bruder Werner Munzinger war ein bekannter Afrikaforscher.
Walther Munzinger studierte Jurisprudenz in Paris, Berlin und Bern und habilitierte sich 1855 an der Universität Bern kurz nach dem frühen Tod seines Vaters, der als Bundesrat im Amt starb. 1859 heiratete er Maria Isenschmid. Er wirkte bis zu seinem Tod als Professor an der juristischen Fakultät in Bern, wo er ab 1863 Ordinarius für Kirchenrecht, Handelsrecht und französisches und jurassisches Zivilrecht war.
Neben seiner Professur war Munzinger auch Parlamentarier, erst im Berner Stadtrat, dann im Schweizer Nationalrat, und amtierte als Richter. Seine letzte Ruhestätte fand er auf dem Friedhof der Katholische Kirche in Feldbrunnen-St. Niklaus.

## Wirken als Jurist
Als Professor wurde Walther Munzinger vom Bundesrat beauftragt, Vorabklärungen für ein schweizerisches Handelsgesetzbuch zu machen. 1864 legte er ein Gutachten und einen Entwurf für ein solches Handelsgesetzbuch vor. Dabei orientierte er sich trotz seines Hintergrundes als Spezialist für französisches Zivilrecht mehr am 1861 erschienenen Allgemeinen Deutschen Handelsgesetzbuch als am französischen Code de commerce von 1807. Walther Munzinger erarbeitete auch zwei Entwürfe zum Obligationenrecht. Diese Arbeiten hatten einen bedeutenden Anteil am späteren schweizerischen Obligationen- und Handelsrecht von 1881.

## Wirken als Kirchenpolitiker
Walther Munzinger vertrat zeitlebens die Idee einer liberalen katholischen Volkskirche und stand dadurch im Gegensatz zum Ultramontanismus. 1860 schrieb er in seiner Schrift Papsttum und Nationalkirche "Sprengt diesen Druck, lasst die Sonne des freien Geistes und des freien Gemüthes recht strahlend hindurchdringen und es wird gewiss ein grünes frisches Leben hineinkommen."

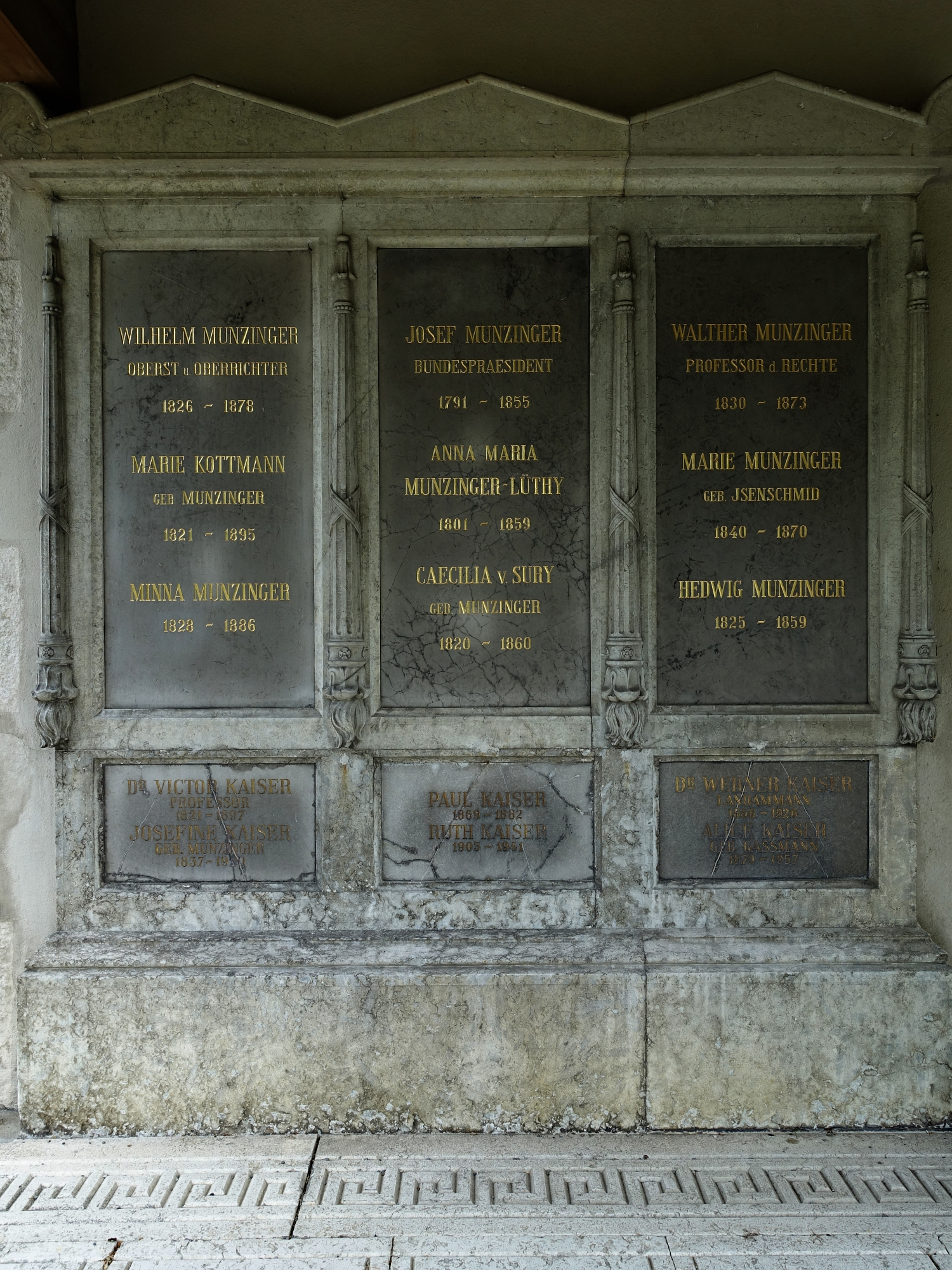
Familiengrab. Katholische Kirche, Feldbrunnen-St. Niklaus

Walther Munzinger gehörte zu den ersten, die in der Schweiz gegen die Dogmen des ersten Vatikanischen Konzils protestierte (siehe: Kulturkampf in der Schweiz). Er organisierte am 18. September 1871 in Solothurn den ersten schweizerischen Katholikenkongress. Wenige Tage später vertrat er die Schweiz zusammen mit Augustin Keller am ersten deutschen Altkatholikenkongress in München.
Im Kampf gegen den Vatikan gründete er den "Schweizerischen Verein freisinniger Katholiken" und organisierte 1872 die Vortragsreise des Breslauer Professors J. M. Reinkens in der Schweiz. 1873 schrieb er in den Katholischen Blättern: "Wir wollen eine Kirche, die die Wahrheit sucht und auf der Wahrheitsliebe ihrer Angehörigen beruht. Wir wollen eine Kirche, deren Verfassung auf der breiten Grundlage der Gemeinschaft der Gläubigen ruht. Wir wollen eine Kirche, in welcher das Licht der Wissenschaft leuchtet."
Dem Wunsch nach Oratorienwerken folgend, gründete Walther Munzinger mit Gleichgesinnten am 13. November 1862 den Cäcilienverein der Stadt Bern. Im November 1937 wurde das 75.-Jährige Bestehen unter der Leitung von Fritz Brun begangen.
1873 sorgte er für die Berufung des von Rom exkommunizierten Eduard Herzog an die christkatholische Kirchgemeinde Olten, der 1876 erster christkatholischer Bischof der Schweiz wurde.
Walther Munzinger arbeitete auch massgeblich mit bei der Gründung der christkatholischen theologischen Fakultät an der Universität Bern, welche 1874 nach seinem Tod erfolgte.